# Караяни, Александр Григорьевич
Алекса́ндр Григо́рьевич Карая́ни (род. 10 мая 1955 года) — советский и российский психолог, доктор психологических наук, профессор. Заслуженный деятель науки Российской Федерации (2009). Лауреат Государственной премии Российской Федерации имени Маршала Советского Союза Г. К. Жукова (2010). Член-корреспондент Российской академии образования (2016).

## Биография
Александр Григорьевич Караяни родился 10 мая 1955 года на 63-м разъезде Орджоникидзевского района Кустанайской области Казахской ССР.
В 1977 году окончил Донецкое высшее военно-политическое училище инженерных войск и войск связи.
В 1979-1981 годах участвовал в боевых действиях в Афганистане.
В 1990 году окончил Военно-политическую академию им. В. И. Ленина, а в 1993 году — адъюнктуру по кафедре психологии Гуманитарной академии ВС РФ.
В 1993 году защитил кандидатскую диссертацию на тему «Обеспечение социально-психологической устойчивости воинских подразделений», а в 1998 году – докторскую диссертацию на тему «Психологическое обеспечение боевых действий личного состава частей Сухопутных войск в локальных военных конфликтах».

## Научная и преподавательская деятельность
Область научных интересов Караяни — военная психология, юридическая психология, информационно-психологическое противоборство, психология общения и переговоров в экстремальных условиях.
С 1998 года он является членом Российского психологического общества, с 2007 года — членом Президиума, с 2014 года — руководителем секции «Военная психология».
С 2000-х годов является начальником кафедры психологии Военного университета МО РФ.
С 2001 года является академиком Академии военных наук.
С 2007 года — президент Межрегиональной общественной организации "Общество психологов силовых структур".
24 ноября 2016 года Караяни был избран членом-корреспондентом Российской академии образования.
С 2017 года является профессором кафедры экстремальной психологии факультета психологии Московского государственного университета.
Член экспертного совета Высшей аттестационной комиссии при Министерстве образования и науки Российской Федерации (ВАК при МОН РФ) по педагогике и психологии. Член Федерального учебно-методического объединения (УМО) в системе высшего образования по укрупненным группам специальностей и направлений подготовки 37.00.00 Психологические науки.
Член редсоветов и редколлегий журналов «Национальный психологический журнал» (с 2010 года), «Психопедагогика в правоохранительных органах» (с 2012 года), «Инвалиды и общество» (с 2015 года), «Юридическая психология» (с 2015 года), «Гуманитарно-педагогическое образование (с 2015 года), «Известия Российской военно-медицинской академии» (с 2016 года), «Инициативы XXI века» (с 2016 года), «Российский психологический журнал» (с 2017 года), «Военный академический журнал» (с 2017 года).

## Награды и звания
- Орден «За службу Родине в Вооружённых Силах СССР» 3-й степени (1981)[9].
- Юбилейная медаль «70 лет Вооружённых Сил СССР» (1988).
- Медаль «200 лет Министерству обороны» (2002).
- Медаль «200 лет МВД России» (2002).
- Медаль «За воинскую доблесть» (Минобороны) 2 степени (2002).
- Медаль «Ветеран боевых действий» (2005). Решение Комитета по делам воинов-интернационалистов при Совете Глав правительств государств-участников СНГ от 7 октября 2005 г. №20-кс.
- Медаль «За укрепление боевого содружества» (2006).
- Медаль «За содействие». Приказ Главнокомандующего внутренними войсками МВД России от 22 мая 2006 г. №198.
- Медаль «В память 25-летия окончания боевых действий в Афганистане». Приказ Министра обороны Российской Федерации от 17 декабря 2013 г. №900.
- Медаль «За содружество во имя спасения». Приказ Министерства Российской Федерации по делам гражданской обороны, чрезвычайным ситуациям и ликвидации последствий стихийных бедствий от 01.09.2014 г. №361-К
- Медаль «95 лет Военному университету». Приказ начальника Военного университета Министерства обороны Российской Федерации от 30 ноября 2014 г. №1169.
- Медаль «За отличие в службе в Сухопутных войсках». Приказ Главнокомандующего Сухопутными войсками ВС РФ от 10 мая 2016 г. №21.
- Медаль «150 лет основания института судебных приставов». Приказ Федеральной службы судебных приставов от 23 декабря 2016 г. №2444-к.
- Медаль «За трудовую доблесть» (Минобороны). Приказ Министра обороны Российской Федерации от 23 марта 2017 г. №170.
- Медаль «За достижения в области развития инновационных технологий». Приказ Министра обороны Российской Федерации от 10 октября 2018 г. №726.
- Нагрудный знак "За отличие в службе". Приказ Главнокомандующего внутренними войсками МВД России от 20 марта 2003 г. №96.
- Памятный знак Министра обороны Российской Федерации. Приказ Министра обороны Российской Федерации от 12 декабря 2012 г.
- Знак «Академия военных наук». Решение Президиума Академии военных наук от 19 декабря 2014 г. №68.
- Почетный знак «За заслуги». Решение председателя Общероссийской общественной организации ветеранов ВС РФ от 24 ноября 2016 г.
- Заслуженный деятель науки Российской Федерации (2009)[10].
- Государственная премия Российской Федерации имени Маршала Советского Союза Г. К. Жукова (2010) – за комплекс научных трудов и учебных пособий по истории, теории, методологии и технологиям   морально-психологического обеспечения  войны и боя, способствующих развитию военной науки и укреплению обороноспособности государства[11].

## Основные научные труды
Автор и соавтор более 180 научных публикаций, среди которых: 
- Караяни А. Г. Психологическое обеспечение боевых действий личного состава подразделений Сухопутных войск в локальных военных конфликтах: монография. М.: ВУ, 1998.
- Караяни А. Г., Сыромятников И. В.  Прикладная военная психология. СПб.: Питер, 2006. – 480 с. ISBN 5-469-01122-4
- Караяни А. Г., Сыромятников И. В.  Введение в профессию военного психолога. М.: Академия, 2007. – 206 с. ISBN 978-5-7695-3569-7
- Караяни А. Г., Волобуева Ю. М., Дубяга В. Ф. Социально-психологическая интеграция в российское общество инвалидов боевых действий. М.: МГОУ, 2007. – 120 с. ISBN 978-5-7017-1126-4
- Караяни А. Г., Зинченко Ю. П. Информационно-психологическое противоборство в войне: история, методология, практика. М.: МГУ, 2007. – 172 с. ISBN 978-5-9217-0032-0
- Дьяченко М. И., Кандыбович С. Л., Караяни А. Г. История отечественной военной психологии. М.: Этника, 2009. – 287 с. ISBN 978-5-86472-204-6
- Караяни А. Г., Цветков В. Л. Психология общения и переговоров в экстремальных условиях. М.: Юнити-Дана, 2009. – 246 с. ISBN 978-5-238-01608-5
- Караяни А. Г., Корчемный П. А. Психологическая помощь в кризисных ситуациях. М.: ВУ, 2010. – 348 с.
- Караяни А. Г., Цветков В. Л. Юридическая психология: от эксперимента к практике. М.: Юнити-Дана, 2011. – 110 с. ISBN 978-5-238-02284-0
- Караяни А. Г., Корчемный П. А., Марченков В. И. Психологическая подготовка боевых действий войск. М.: ВУ, 2011. – 188 с.
- Караяни А. Г., Солдатова Е. Л. Психология служебной деятельности. Челябинск: Изд. центр ЮУрГУ, 2014. – 211 с. ISBN 978-5-696-04631-0
- Давыдов Н. А., Караяни А. Г., Поляков С. П. Современная подготовка психологов: бакалавров, специалистов и магистров в вузах России. М.: ВУ, 2015. – 208 с.
- Караяни А. Г. Военная психология. Учебник и практикум для вузов. Часть 1. М.: Юрайт, 2016. – 218 с. ISBN 978-5-9916-7698-4
- Караяни А. Г. Военная психология. Учебник и практикум для вузов. Часть 2. М.: Юрайт, 2016. – 280 с. ISBN 978-5-9916-7696-0
- Караяни А. Г., Сыромятников И. В. Военная психология. Учебник для специалистов психологической работы Вооруженных Сил Российской Федерации. М.: ВУ, 2016.— 500 с.
- Караяни А. Г., Караяни Ю. М. Психологическая помощь военнослужащим в боевой обстановке. М.: ВУ, 2016. — 212 с.
- Караяни А. Г., Караяни А. Г., Зинченко Ю. П. Противодействие информационно-психологическим акциям противника в современной войне. М.: ВУ, 2016. — 228 с.
- Караяни А. Г., Корчемный П. А. Психологическая подготовка боевых действий. М.: ВУ, 2016. — 180 с.
- Караяни А. Г. Настольная книга военного психолога. Практическое пособие. М.: Юрайт, 2016. — 332 с. ISBN 978-5-9916-8320-3
- Караяни А. Г. Психологическая реабилитация участников боевых действий (Психология боевого стресса и стресс-менеджмента). М.: ВУ, 2018. — 152 с.
- Психология в деятельности сотрудника полиции: учебник /Калиниченко И.А., Цветков В.Л., Хрусталева Т.А., Красноштанова Н.Н., Агапов В.С., Котенев И.О., Караяни А.Г. М. : Московский университет МВД России имени В.Я. Кикотя, 2019. 307 с. ISBN 978-5-9694-0745-9
- Karayani A. War of the future and prospective directions of military psychology // The Routledge International Handbook of Military Psychology and Mental Health. London: Routledge, 2019. P.89-102. 558 р. ISBN 9780367237066, 0367237067
- Психология служебной деятельности: учебник. 2-е изд. перераб. и доп./Цветков В.Л., Караяни А.Г., Котенев И.О., Хрусталева Т.А., Човдырова Г.С. М.: ЮНИТИ_ДАНА, 2019. 351 с. ISBN 978-5-238-03162-0
- Караяни А. Г. Психология боевого стресса и стресс-менеджмента. 2-е изд. М.: Юрайт, 2020. — 145 с. ISBN 978-5-534-12929-8
- Караяни А.Г. Психофизиология боевой деятельности: учебн. пособ. М. : ВУ, 2020.208 с.
- Караяни А. Г. Военная психология. Учебник и практикум для вузов. 2- изд., перераб. и доп. М.: Юрайт, 2020. – 593 с. ISBN 978-5-534-12209-1
- Дьяченко М. И., Кандыбович С. Л., Караяни А. Г. История отечественной военной психологии. 2- изд., перераб. и доп. М.: Проспект, 2021. – 488 с. ISBN 978-5-392-34311-9
- Технологии защиты сотрудников органов внутренних дел от негативного информационно-психологического воздействия: монография / Караяни А. Г., Караяни Ю. М., Дерешко Б. Ю. [и др.]. СПБ.: Санкт-Петербургский университет МВД России, 2021. 152 с. ISBN 978-5-91837-394-1